# Lixing-lès-Rouhling
Lixing-lès-Rouhling – miejscowość i gmina we Francji, w regionie Grand Est, w departamencie Mozela.
Według danych na rok 1990 gminę zamieszkiwało 789 osób, a gęstość zaludnienia wynosiła 187 osób/km² (wśród 2335 gmin Lotaryngii Lixing-lès-Rouhling plasuje się na 447. miejscu pod względem liczby ludności, natomiast pod względem powierzchni na miejscu 1079.).